# Ctenitis coriacea
Ctenitis coriacea är en träjonväxtart som beskrevs av Masahiro Kato. Ctenitis coriacea ingår i släktet Ctenitis och familjen Dryopteridaceae. Inga underarter finns listade.